# IC 1613
IC 1613 је галаксија у сазвјежђу Кит која се налази на листи објеката дубоког неба у Индекс каталогу.
Деклинација објекта је + 2° 7' 7" а ректасцензија 1h 4m 47,5s. Привидна величина (магнитуда) објекта IC 1613 износи 9,3 а фотографска магнитуда 9,9. Налази се на удаљености од 0,723 милиона парсека од Сунца. IC 1613 је још познат и под ознакама UGC 668, MCG 0-3-70, DDO 8, CGCG 384-68, IRAS 01025+0153, PGC 3844.